# Klemen Slakonja
Klemen Slakonja (Brežice, 3 giugno 1985) è un attore, comico, imitatore, cantautore, musicista, showman e conduttore radiofonico sloveno.
Ha ottenuto una discreta notorietà sul web per i suoi sketch comici, spesso realizzati sotto forma di video musicali. Tra le sue numerose imitazioni figurano personaggi di spicco come Papa Francesco, Vladimir Putin, Donald Trump, Angela Merkel e altri.
Ha rappresentato la Slovenia all'Eurovision Song Contest 2025 con il brano How Much Time Do We Have Left.

## Biografia
Nato e cresciuto a Brežice, cittadina slovena al confine con la Croazia, ha studiato recitazione all'Accademia di teatro, radio, cinema e televisione dell'Università di Lubiana, dove si è laureato nel 2010.
Ha iniziato la sua carriera nel mondo dello spettacolo come conduttore presso la stazione radio locale Radio Energy e come organizzatore di eventi. Durante un evento nel 2007, è stato notato dal conduttore Edi Štraus, che lo notò e lo raccomandò a Sašo Hribar affinché collaborasse al suo programma radiofonico Radio Ga Ga. Più tardi, ha partecipato a programmi televisivi come Hri-bar e Nekega lepega popoldne. Nel 2010, è diventato membro del cast del Teatro drammatico nazionale di Lubiana.
Nel 2011, ha condotto il processo di selezione eurovisiva Evrovizijska Melodija, durante il quale ha eseguito un medley di tutte le canzoni slovene dell'Eurovision Song Contest fino ad allora. Nello stesso anno, ha annunciato i risultati di giuria e televoto sloveni durante la finale del suddetto concorso, con un tributo al polpo Paul.
Nel 2012, ha presentato la selezione sostitutiva Misija Evrovizija, in cui ha interpretato i ruoli di Bono, Sting, James Blunt, Elton John, il coro dei piccoli cantori di Vienna, Justin Bieber, Lenny Kravitz, l'Harlem Gospel Choir, Lady Gaga e Chris Martin, con il brano Slovenia Will Win.
In seguito, si è fatto conoscere anche per le sue parodie di canzoni famose, che ha inizialmente presentato nel suo programma di intrattenimento musicale Zadetek v petek, e successivamente in Je bella cesta. Tra queste spicca JJ Style, una rivisitazione della hit mondiale Gangnam Style che fa satira sull'operato del governo di Janez Janša. Per quest'ultima ha realizzato anche un video musicale, che ha ottenuto oltre 100 000 visualizzazioni in due giorni, diventando un successo virale su YouTube in Slovenia.
Nel febbraio 2016, Slakonja ha interpretato il ruolo del presidente russo Vladimir Putin, parodiandolo con il brano Putin, Putout, presentato durante l'annuale edizione di Evrovizijska Melodija che lui stesso ha condotto. Solo due giorni dopo la pubblicazione del video su YouTube, era stato visto da oltre 1,5 milioni di persone, ed entro luglio 2017 aveva raggiunto quasi 12 milioni di visualizzazioni.
Sei mesi dopo, ha realizzato una parodia del presidente statunitense Donald Trump con il brano Golden Dump (The Trump Hump). Il 3 luglio 2017 ha pubblicato un altro pezzo, Ruf mich Angela, dove ha impersonato la cancelliera tedesca Angela Merkel. Slakonja ha anche vestito i panni di figure come Papa Francesco, Goran Dragić, Jamie Oliver, Luka Dončić e Slavoj Žižek.
Nel dicembre 2017, in collaborazione con l'azienda energetica Borzen, ha creato la canzone Kako si lepa, con l'obiettivo di sensibilizzare sull'uso efficiente dell'energia e la protezione dell'ambiente.
Nel 2020, ha nuovamente condotto l'Evrovizijska Melodija. Nell'atto di apertura, ha cantato il brano vincitore dell'Eurovision Song Contest 2019, Arcade, e durante la sua esibizione una lampada gli è caduta addosso, causando l'interruzione della trasmissione. Successivamente, è stato rivelato che si trattava di uno scherzo dell'artista. Nel 2021, è diventato il conduttore di Kdo si ti? Zvezde pod masko, la versione slovena de Il cantante mascherato.
Nel dicembre 2024 Klemen è stato confermato, per la prima volta come partecipante, all'Evrovizijska Melodija, con il brano How Much Time Do We Have Left, dedicato alla moglie guarita da un tumore. La selezione nazionale, che si è svolta il 1º febbraio 2025 presso gli studi televisivi di RTV Slovenija, ha visto Klemen qualificarsi alla superfinale, dove il televoto lo ha incoronato vincitore e rappresentante sloveno sul palco eurovisivo a Basilea, in Svizzera. Nel maggio successivo, si è esibito durante la prima semifinale della manifestazione europea, non riuscendo però a qualificarsi per la finale.

## Vita privata
Nel 2010 ha sposato l'attrice Mojca Fatur, con la quale ha due figli: Ruj, nato nel 2012, e Lev, nato nel 2015. Alla moglie dell'artista, guarita da una rara forma di cancro, è dedicato il brano da lui portato all'ESC.

## Discografia

### Album in studio
- 2025 – Golden Hour

### EP
- 2020 – Under My Xmas Tree
- 2021 – #TheMockingbirdMan

### Singoli
- 2013 – The Perverted Dance (Cut The Balls)
- 2016 – Putin, Putout
- 2016 – Golden Dump (The Trump Hump)
- 2017 – Ruf mich An(gela)
- 2019 – My Name Is Luka
- 2021 – Modern Pope (#SpreadLove)
- 2025 – How Much Time Do We Have Left

## Televisione
- Hri-bar (TV SLO 1, 2007) – Imitatore
- Nekega lepega popoldneva (TV SLO 1, 2008) – Co-conduttore
- Evrovizijska Melodija (TV SLO 1, 2011, 2016, 2020, 2025)[33]
- Misija Evrovizija (TV SLO 1, 2012) – Conduttore
- Zadetek v petek (TV 3 Medias, 2013) – Conduttore
- Je bella cesta (POP TV, 2013) – Conduttore
- Od blizu (TV SLO 2, 2016) – Ospite
- Zadnji večer s Klemnom Slakonjo (TV SLO 1, 2019) – Conduttore e performer
- Kdo si ti? Zvezde pod masko (Planet TV, 2021) – Conduttore

## Radio
- Radio Energy (Radio Energy, 2007) – Imitatore
- Radio Ga Ga (Radio Slovenija 1, 2007) – Conduttore

## Filmografia

### Cinema
- Osebna prtljaga, regia di Janez Lapajne (2009)
- Kapa, regia di Slobodan Maksimović (2022)

### Cortometraggi
- Skušnjava, regia di Marko Šantić (2006)
- Vučko, regia di Matevž Luzar (2007)
- Osa, regia di Kaja Tokuhisa (2007)
- Palčica, regia di Boris Dolenc (2009)
- Maček Muri, regia di Boris Dolenc e Jernej Žmitek (2013)
- Cipercoper, regia di Boris Dolenc e Jernej Žmitek (2014)